# 伊琳娜·安东诺娃
伊琳娜·亚历山德罗芙娜·安东诺娃（俄語：Ирина Александровна Антонова，1922年3月20日—2020年11月30日）是俄罗斯美术史专家，1961年起担任普希金造型艺术博物馆馆长，任期长达52年之久。

## 生平
伊琳娜·安东诺娃1922年生于莫斯科。苏德战争期间，她曾在医院担任护理人员。1945年毕业于莫斯科国立大学，同年开始在普希金博物馆实习。她参加了博物馆的研究生课程，她的研究领域是文艺复兴时期的意大利美术。1961年升任馆长。在任期间，主持了多次大型展览，吸引了大批观众。1974年让博物馆迎来了达芬奇的名作《蒙娜丽莎》，这是该画作首次在莫斯科展出。1981年成功举办“莫斯科—巴黎”画展，让马列维奇、康定斯基、夏卡尔等人的作品与马蒂斯、毕加索的作品同堂陈列，为俄罗斯引入印象派画作做出巨大贡献。1971年至1977年、1986年至1992年担任国际博物馆协会副主席。1979年当选西班牙圣费尔南多皇家美术学院通讯会员。1989年当选苏联教育科学院院士。2001年当选俄罗斯艺术科学院院士。
在2012年俄罗斯总统选举期间，伊琳娜·安东诺娃被列为普京的竞选代理人。2013年4月11日，她被任命为俄罗斯国家博物馆的首席策展人。
2013年7月1日伊琳娜·安东诺娃宣布离任，其任期长达52年之久，创造了迄今为止最长的世界博物馆馆长任期纪录。辞职后继续担任博物馆的总裁。
2020年11月30日因2019冠状病毒病并发症逝世。

## 荣誉
苏联
- 十月革命勋章
- 劳动红旗勋章
- 各民族人民友谊勋章（1980年11月14日）
- 俄罗斯苏维埃联邦社会主义共和国功勋艺术工作者（1979年6月21日）

俄罗斯联邦
- 一级祖国功勋勋章（2007年12月6日）
- 二级祖国功勋勋章（2002年3月20日）
- 三级祖国功勋勋章（1997年3月17日）
- 四级祖国功勋勋章（2012年2月28日）
- 慈善事业勋章（2017年3月20日）

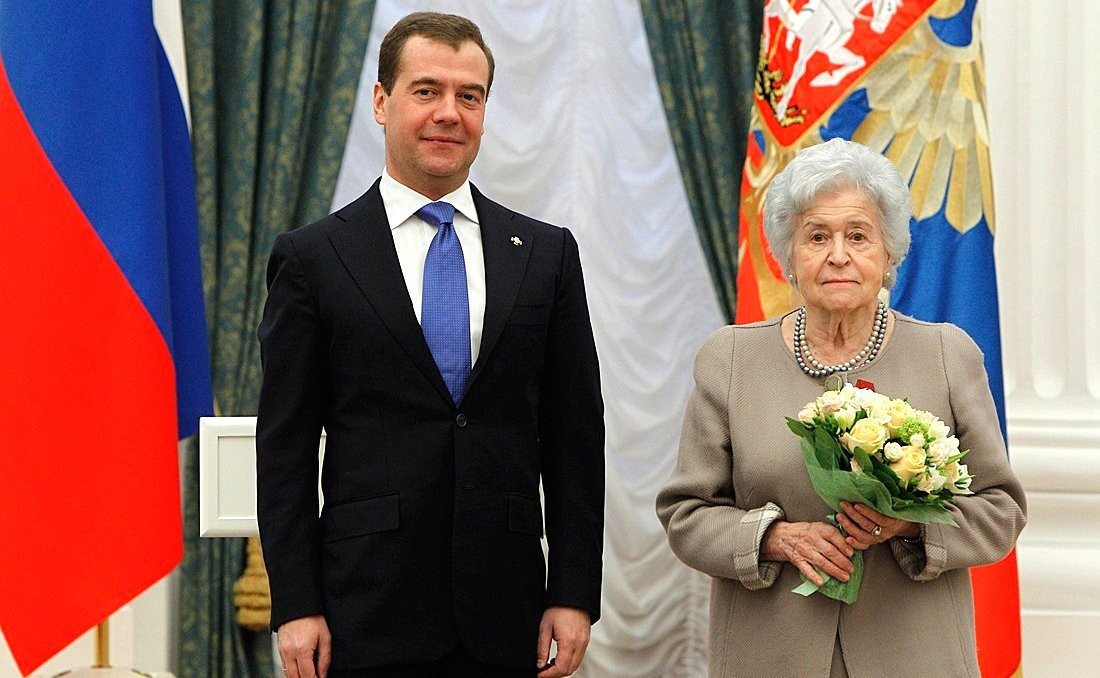
2012年5月3日授勋仪式与梅德维杰夫合影

- 俄罗斯联邦国家奖（两次：1996年和2017年）

其他
- 指挥官级法国荣誉军团勋章
- 指挥官级艺术与文学勋章
- 旭日重光章（2013年12月19日）[9]